# سیارک ۲۵۷۶۳
سیارک ۲۵۷۶۳ (به انگلیسی: 25763 Naveenmurali، نامگذاری:2000CN4)۲۵۷۶۳مین سیارک کشف شده‌است که در ۰۲ فوریه ۲۰۰۰ کشف شد.